# Planter

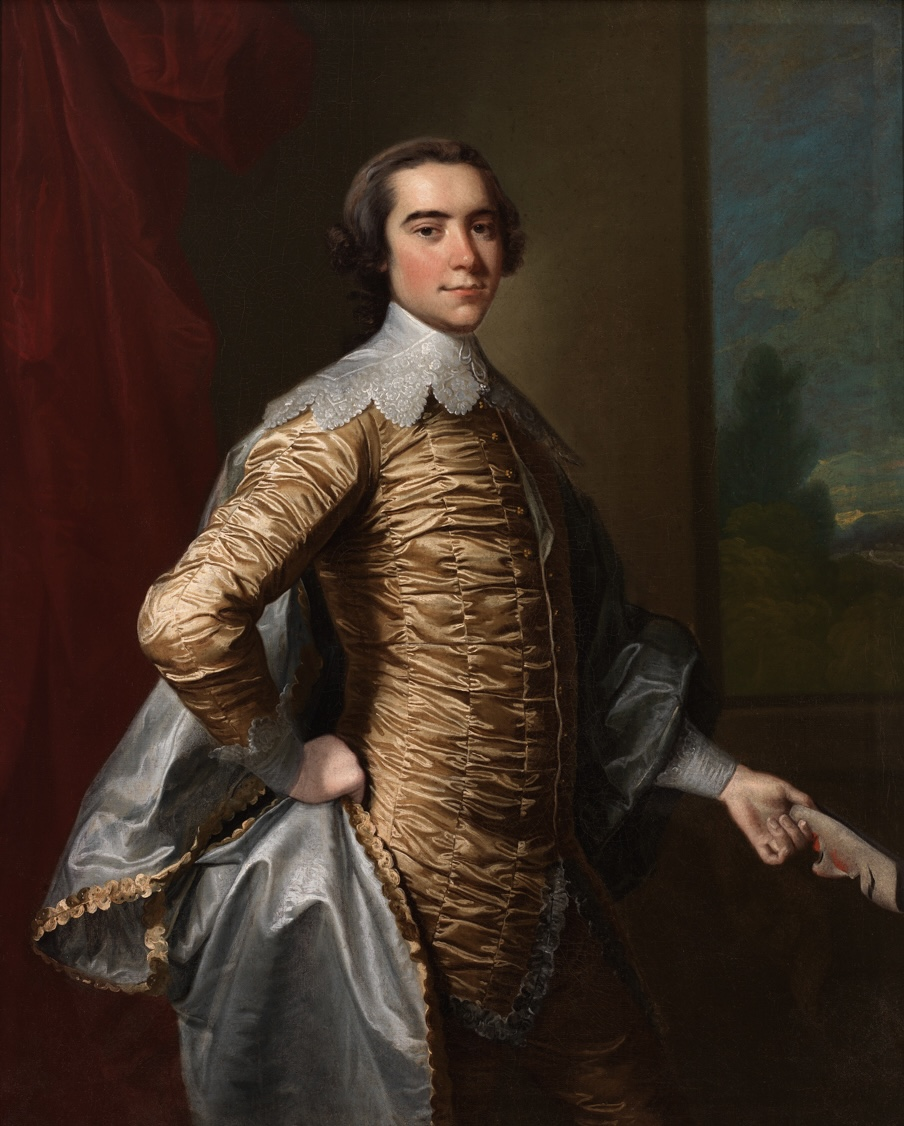
Robert Carter III di Nomini Hall. Ritratto di Thomas Hudson, 1753. I planters vestivano coi costumi tipici dell'aristocrazia europea di cui rappresentavano la controparte americana.

Un planter (traducibile impropriamente in italiano come piantatore o più propriamente come "proprietario terriero di una piantagione") era membro della classe sociale dei planters o, come è nota alternativamente negli Stati Uniti, come dell' "aristocrazia del sud". Questi erano i membri di una casta socio-economica della società panamericana che dominò il mercato e l'agricoltura degli Stati Uniti tra il XVII secolo e sino alla metà del XIX secolo, grazie al possesso di vasti terreni ed al lavoro forzato degli schiavi africani importati. La tratta atlantica degli schiavi permetteva ai planters di avere lavoro gratuito per poter gestire le proprietà che possedevano dove disponevano di colture di cotone, caffè, tè, cacao, zucchero di canna, agave, olio di girasole, olio di palma, alberi della gomma e frutta.
Negli Stati Uniti meridionali, i planters mantennero una cultura distinta caratterizzata da abitudini simili a quelle dell'aristocrazia di campagna europea, soprattutto britannica, enfatizzando la cavalleria, il gentilato, l'ospitalità e tracciando quindi i tratti della moderna società del sud americano.
Dopo la guerra civile americana, molti planters videro le loro ricchezze ridursi sempre più dal momento che venne abolita la schiavitù in tutti gli Stati Uniti, gli ex schiavi liberati e molte terre vennero confiscate. Altre piantagioni vennero convertite in terreni a mezzadria. Alcune piantagioni divennero in seguito dei musei, e spesso sono state incluse nel National Register of Historic Places.
I planters si diffusero tra i coloni inglesi, olandesi, francesi e spagnoli nelle colonie del nord e del sud America e nelle Indie occidentali. Personaggi appartenenti a questa classe che divennero poi famosi furono William Byrd, Mary Chesnut, Jefferson Davis, Thomas Jefferson, Robert E. Lee, Jacques Villeré, Sallie Ward, George Washington ed il personaggio di finzione Rossella O'Hara.
I planters furono quasi tutti membri della gentry americana, ma non necessariamente dovevano esserlo per poter essere qualificati come planters.
Il termine di planter venne applicato anche dal XVI secolo in Irlanda per indicare quei coloni inglesi che aderirono al sistema delle piantagioni dell'Irlanda.

## Storia
La ricerca di oro ed argento fu un tema costante nell'espansione oltremare delle colonie, ma vi erano altre richieste provenienti dall'Europa che il Nuovo Mondo poteva facilmente soddisfare, che contribuirono alla crescita dell'economia occidentale. Mentre l'America spagnola si concentrava ancora esclusivamente sulla ricerca dell'oro, il Brasile divenne una delle prime colonie di piantagione nel 1532, organizzata per produrre colture tropicali - in particolare la canna da zucchero - molto richiesti in Europa dove non crescevano correttamente o dove vi era scarsità di tali beni. Le altre maggiori potenze che si impegnarono in questo settore furono Inghilterra, Francia e Paesi Bassi che poco dopo istituirono proprie colonie nelle Americhe. Al presentarsi di nuove opportunità, gli europei che avevano da sempre vissuto nelle rigide strutture del feudalesimo, emigrarono verso le terre intonse della frontiera coloniale.
Giunti tra la fine del XVI e l'inizio del XVII secolo, i primi coloni sbarcarono sulle coste di un paese nuovo di cui non conoscevano nulla. I primi planters iniziarono come agricoltori veri e propri, provvedendosi il necessario per sfuggire alle carestie, alle malattie ed ai raid degli indiani locali. I nativi americani, però, si dimostrarono in molti casi anche amici dei coloni, insegnando loro a coltivare piante locali come tabacco, zucchero e piante da frutta precedentemente sconosciute. I coloni nel giro di un secolo superarono i nativi nelle loro produzioni, servendosi anche del lavoro degli schiavi importati appositamente dall'Africa. I planters erano interessati allo sviluppo delle nuove terre per scopi commerciali e per poter estendere il loro dominio personale ed espandere ulteriormente le loro ricchezze.
Nello sforzo di ridurre il peso delle guerre continentali, i governi europei iniziarono ad istituire un sistema di concessioni terriere secondo il quale, un soldato (in particolare un ufficiale), poteva ottenere degli appezzamenti di terra nelle colonie come compensazione per il servizio reso, quando decideva di ritirarsi dal servizio attivo. Questo incentivò i militari professionisti nelle Americhe e contribuì alle difese coloniali contro i nativi ostili.

### L'ascesa deiplanters
John Rolfe, colono di Jamestown, fu il primo colono a coltivare tabacco in Nord America. Egli giunse in Virginia con dei semi di tabacco che si era procurato in un suo precedente viaggio a Trinidad, e nel 1612 iniziò a coltivare la nuova specie per venderla poi al mercato europeo. Nel corso del XVII secolo, l'area di Chesapeake Bay divenne particolarmente ideale per le coltivazioni del tabacco. Le navi annualmente trasportavano 680.000 kg di tabacco dalla baia negli anni '30 del Seicento, saliti vertiginosamente a 18.000.000 kg alla fine del secolo. I planters di tabacco finanziavano le loro operazioni anche grazie a prestiti ottenuti in madrepatria. Coi prezzi del tabacco crollati vertiginosamente a metà del Settecento, molte piantagioni ebbero problemi. Nello sforzo di combattere la rovina finanziaria, i planters si dedicarono anche ad altre coltivazioni ma pur sempre redditizie, come ad esempio il cotone.
Nel 1720, il caffè venne per la prima volta introdotto nelle Indie Occidentali dall'ufficiale navale francese Gabriel de Clieu, il quale si era procurato dei semi di caffè dal Giardino Botanico Reale di Parigi e li aveva trasportati in Martinica. Egli trapiantò alcune piante a Mount Pelée e fu in grado di ricavare il primo raccolto ideale nel 1726. In cinquant'anni in Martinica si contarono 18.000 piante di caffè e la sua coltivazione iniziò ad espandersi anche a Santo Domingo, in Nuova Spagna e nelle altre isole dei Caraibi. Il territorio francese di Saint-Domingue iniziò a coltivare caffè nel 1734, e dal 1788 già suppliva metà del mercato globale di questa merce. Le piantagioni coloniali francesi si servivano fortemente di schiavi africani. Ad ogni modo le pessime condizioni in cui gli schiavi dei francesi erano tenuti portarono alla rivoluzione haitiana. Il caffè ebbe un'influenza particolare nella geografia dell'America Latina.

### Rivoluzione e abolizionismo
L'età dell'illuminismo fu dominata dalle idee europee del XVIII secolo. I filosofi iniziarono a scrivere dei pamphlets contro la schiavitù e le sue giustificazioni morali ed economiche, tra cui Montesquieu nel suo Lo spirito delle leggi (1748) e Denis Diderot nella sua Encyclopédie. Le leggi che governavano la schiavitù nelle Indie Occidentali francesi, il Code Noir di Luigi XIV, garantivano il diritto agli schiavi di sposarsi o astenersi dal lavoro la domenica. Esse prevedevano inoltre il divieto assoluto di tortura o di essere separati dalle famiglie; le pene corporali erano ammesse, ma il proprietario che intenzionalmente o accidentalmente uccideva uno schiavo o lo accusava falsamente di un crimine poteva essere multato oppure messo a morte egli stesso. I padroni, costantemente, trasgredivano le norme del Code.

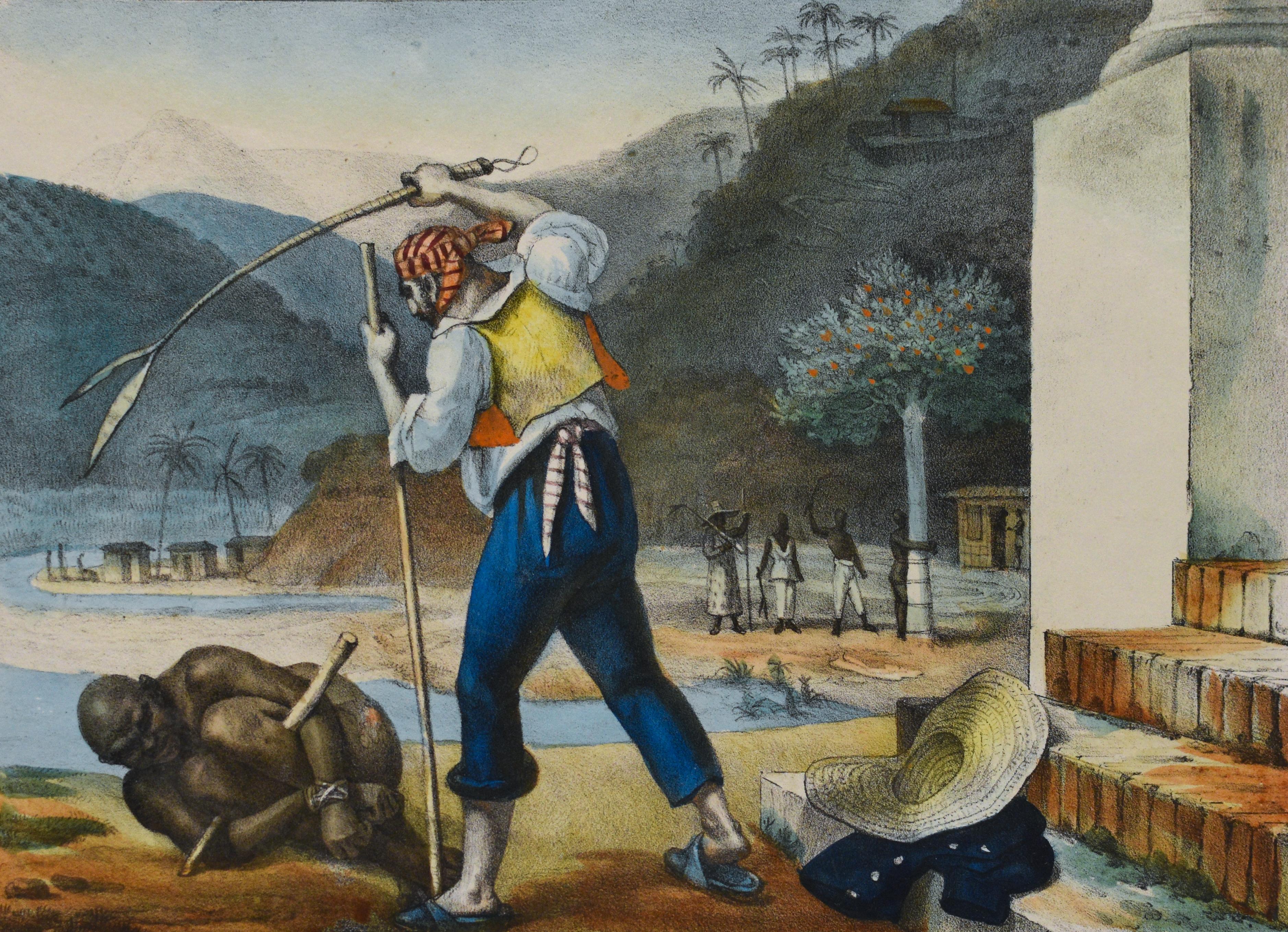
Un sovrintendente frusta uno schiavo legato in Brasile.

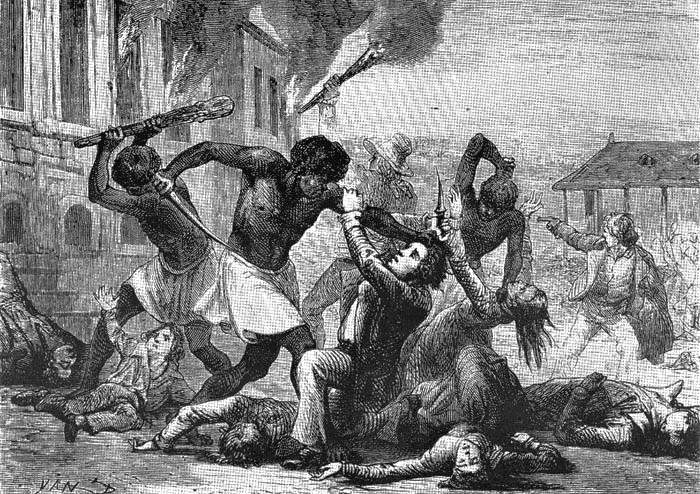
Gli schiavi insorgono contro i bianchi

Lo scrittore illuminista Guillaume Raynal attaccò la schiavitù nell'edizione del 1780 della sua "Storia della colonizzazione europea". Egli predisse inoltre le rivolte generali degli schiavi nelle colonie, dicendo che vi fossero dei segnali di "imminente tempesta." La produzione di zucchero a Saint-Domingue venne condotta con gli schiavi in condizioni particolarmente dure, sia a causa del clima umido dei Caraibi, sia per la presenza di malattie come la malaria e la febbre gialla che causavano alta mortalità. I planters e le loro famiglie, assieme a mercanti e negozianti, vivevano nel terrore continuo dello scoppio di una rivolta. Per questo, per combattere i dissensi della società, si preferiva la crudeltà alla comprensione di fronte ad evidenti mancanze come la mancanza di cibo e vestiti, oltre alla mancanza di cure mediche ed a continui abusi come stupri, castrazioni e bruciature. Gli schiavi fuggiti 
- chiamati maroons — si nascondevano nella giungla, lontani dal mondo "civilizzato", vivendo di ciò che riuscivano a rubare nelle piantagioni che attaccavano con raid occasionali. Anche se il numero di queste bande crebbe sempre più (in numeri di migliaia), genericamente mancavano di una leadership adeguata per raggiungere obbiettivi su vasta scala. Nell'aprile del 1791, una grande insurrezione di schiavi colpì violentemente il sistema delle piantagioni.
Il 4 febbraio 1794, nel corso della rivoluzione francese, l'Assemblea Nazionale della Prima Repubblica abolì la schiavitù in Francia e nelle sue colonie. Il successo militare della Repubblica Francese e di Napoleone portò anche in Europa la diffusione degli ideali dell'egualitarismo e dell'abolizione della pratica della schiavitù nelle colonie anche delle altre potenze europee.
La schiavitù venne abolita dalla common law inglese nel 1772, ma questo proposito non riuscì a diffondersi nelle colonie d'oltremare. Le banche inglesi continuavano infatti a finanziare le industrie ed i trasporti delle colonie che si servivano ancora della schiavitù per portare a compimento i propri lavori. Nel 1783, un movimento anti-schiavista iniziò a svilupparsi tra la popolazione britannica, e nello stesso anno un gruppo di quaccheri fondò la prima organizzazione abolizionista inglese. William Wilberforce guidò la causa abolizionista anche in parlamento. I suoi sforzi vennero premiati con l'abolizione definitiva della schiavitù in tutto l'Impero britannico con lo Slave Trade Act 1807. Continuò la sua campagna di abolizione della schiavitù che portò infine allo Slavery Abolition Act 1833.

## Iplanterse l'architettura
Una piantagione spesso aveva al proprio interno un'abitazione signorile dove viveva il proprietario con la sua famiglia, oltre a disporre di residenze per gli ospiti e per la servitù alle proprie dirette dipendenze. Spesso, partendo da una modesta capanna, la casa si allargava sempre più e veniva poi rimpiazzata da abitazioni sempre più ricche e lussuose a seconda della ricchezza del planter. Molti elementi tipici dello stile neogreco entrarono quindi in uso nelle abitazioni più ricche come colonne, scale curve, ali laterali ed altri ornamenti atti ad ingentilire le strutture.

### Architettura coloniale francese

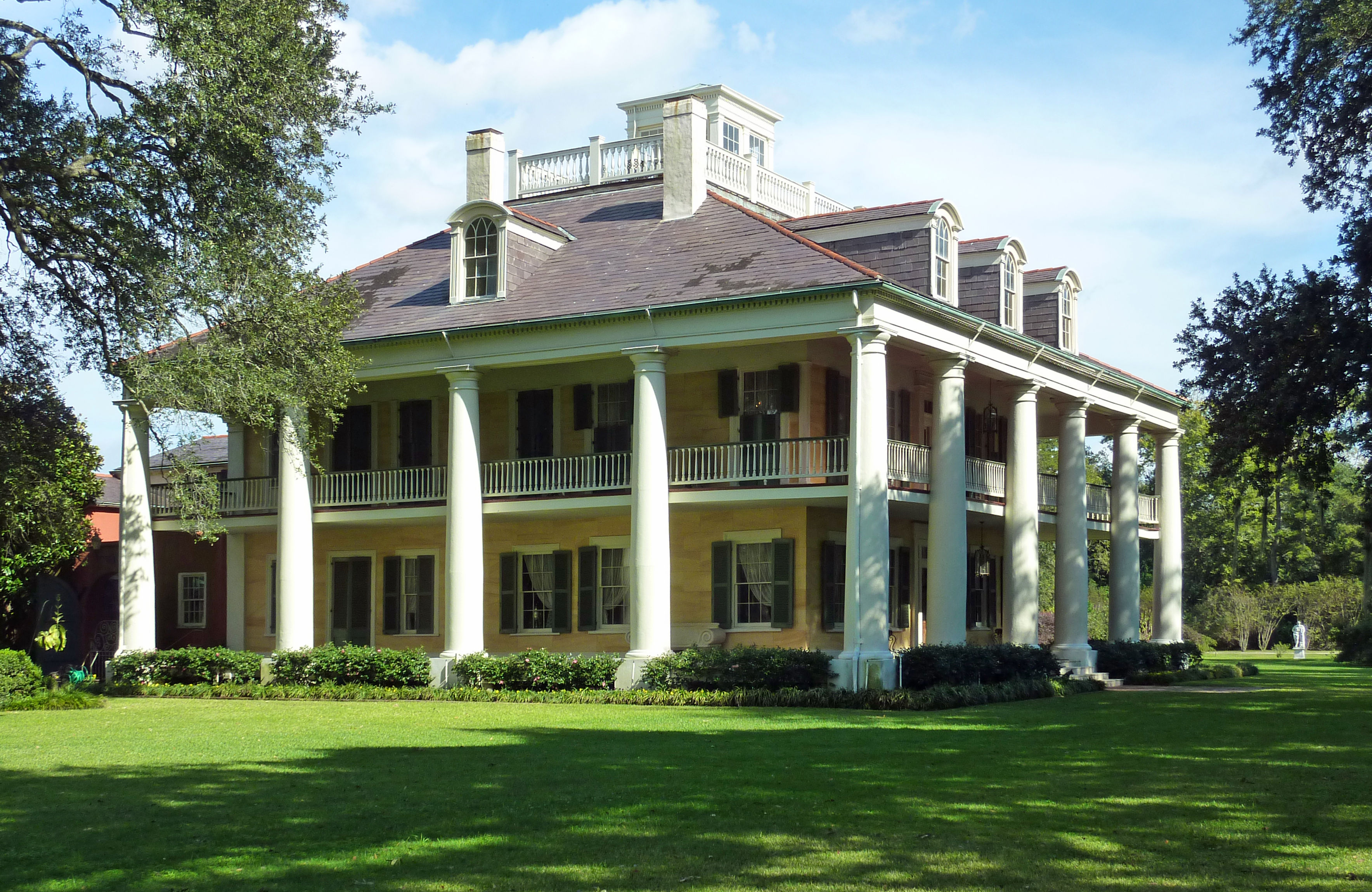
Houmas House, così chiamata dai popoli indigeni della regione.

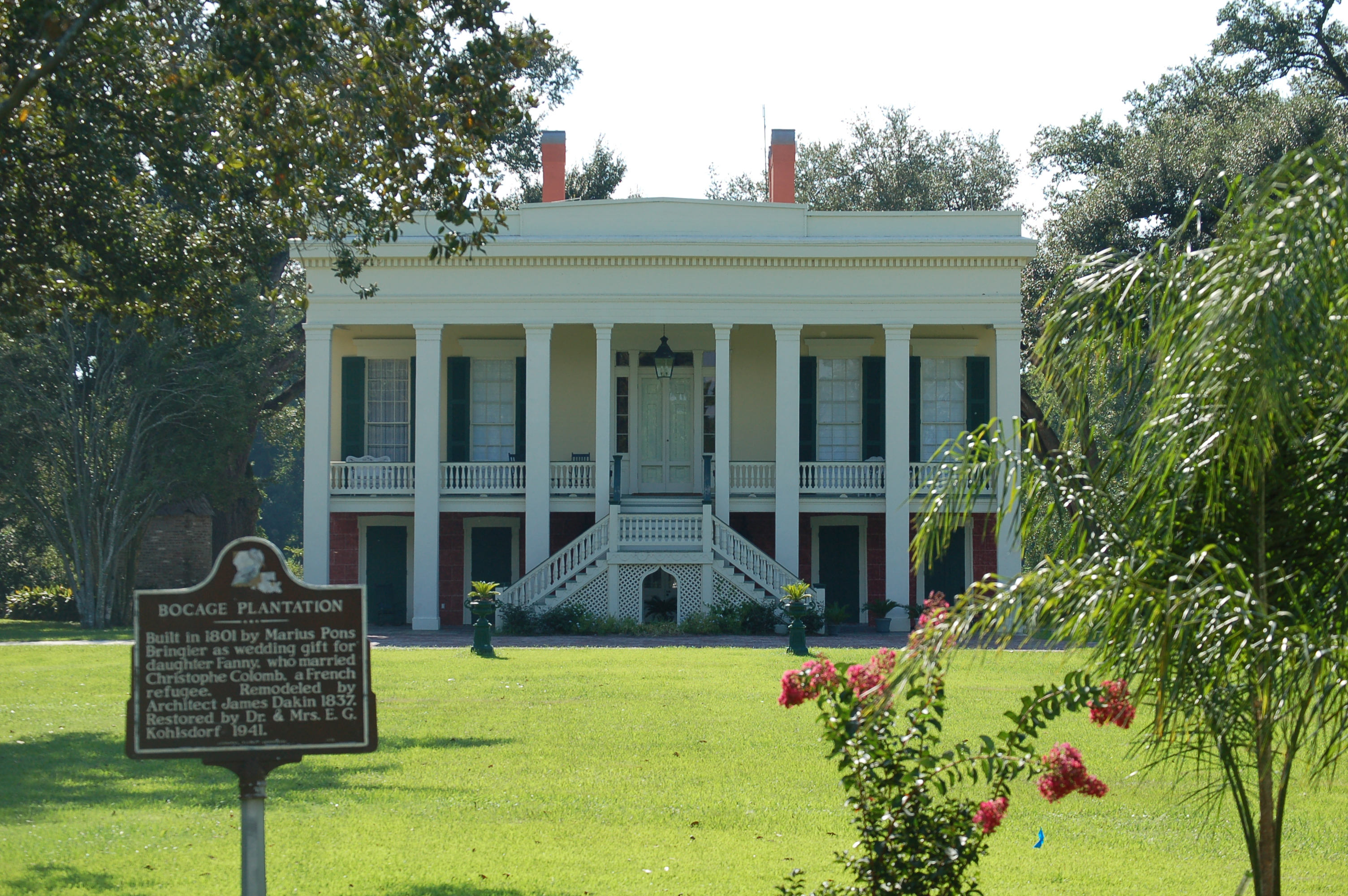
La residenza padronale della Bocage Plantation.

I planters francesi in Canada, Louisiana e Saint-Domingue influenzarono pesantemente lo sviluppo dell'architettura coloniale francese, caratterizzata da tetti sporgenti e da portici con colonne fini (spesso in legno) e stanze sollevate rispetto al terreno (in particolare per sfuggire alle inondazioni ed all'umidità del terreno).
La perdita di molte di queste abitazioni avvenne durante la cosiddetta "Era della ricostruzione". Molte case divennero preda dei cosiddetti carpetbaggers negli ultimi giorni della guerra civile americana, tra cui ad esempio quella del generale confederato P.G.T. Beauregard dopo che la sua piantagione di canna da zucchero era andata perduta per le inondazioni e le distruzioni durante la guerra.

### Architettura georgiana
L'architettura georgiana si diffuse un po' in tutte le colonie inglesi durante l'età georgiana. Le costruzioni americane del periodo georgiano erano spesso costruite in legno. All'epoca infatti risultava complesso trasportare o produrre mattoni o pietra e pertanto il legno si presentava come l'alternativa più semplice da ottenere localmente.

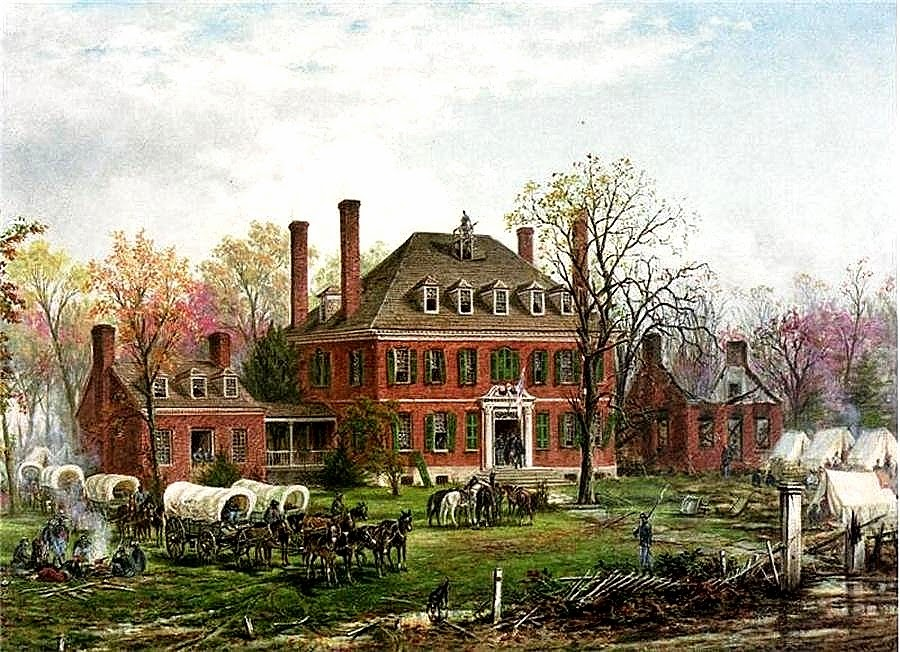
La Westover Plantation occupata dai soldati dell'Unione durante la guerra civile americana, nel 1865.

Uno dei più fulgidi esempi di architettura georgiana abbinata alle piantagioni è considerata ancora oggi Westover Plantation, costruita a metà del XVIII secolo come residenza per William Byrd II, fondatore della Città di Richmond. L'entrata principale è adornata con decorazioni, mentre il resto della costruzione si presenta in forme semplici ma eleganti. Durante la guerra civile americana la casa fu quartier generale del generale unionista Fitz John Porter, protetto di George McClellan, che era di sede nella vicina Berkeley Plantation, e che si vide colpire l'ala est della costruzione con una palla di cannone confederata sparata dall'altra riva del James River. L'ala prese fuoco e cadde in rovina sino a quando Mrs. Clarise Sears Ramsey, una discendente della famiglia Byrd, non ottenne la proprietà nel 1899. Fu lei a modernizzare la casa, ricostruendo l'ala est ed aggiungendo dei porticati per collegare le dépendance esterne con la casa padronale principale.

### Architettura palladiana

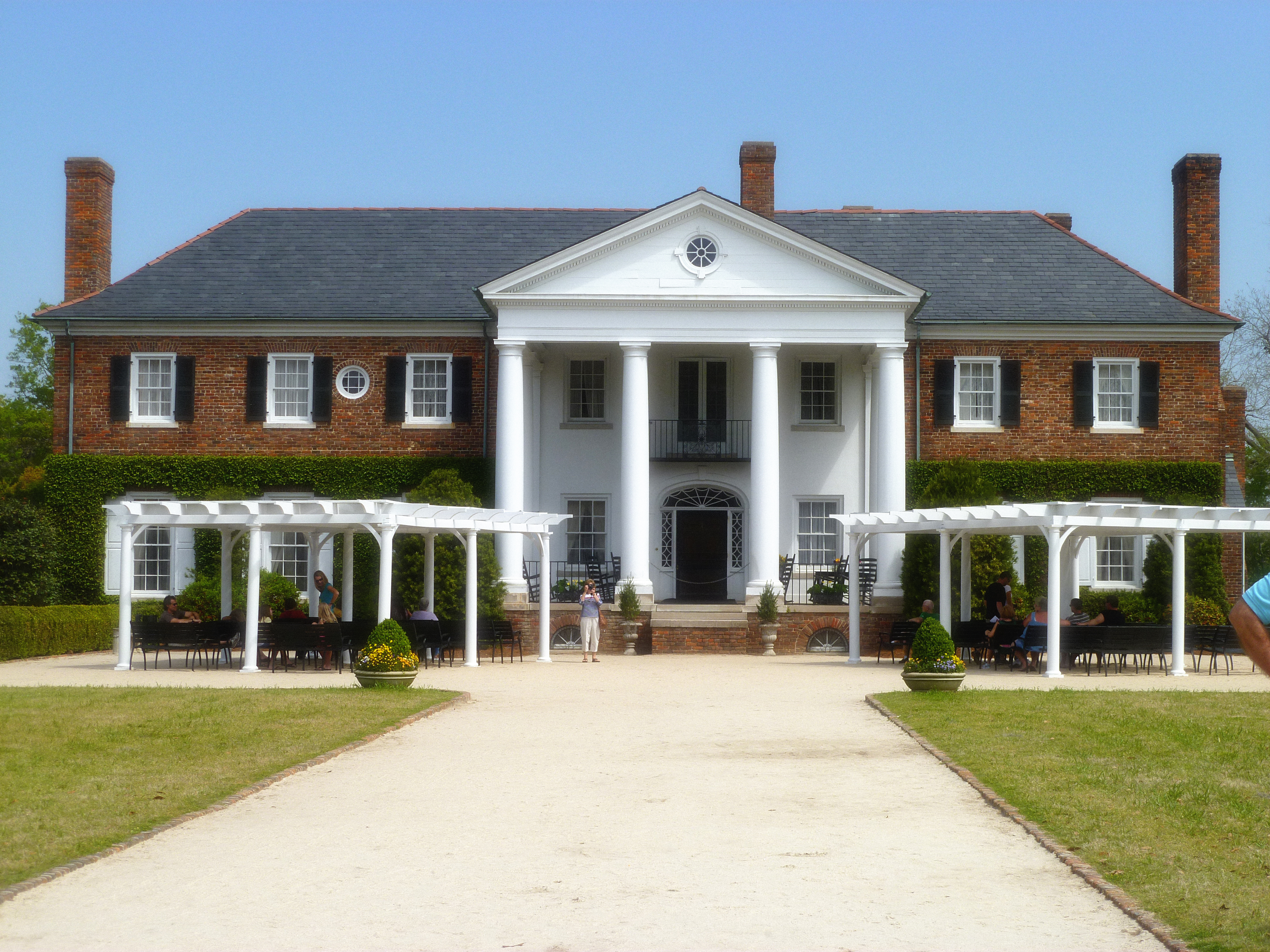
La Boone Hall Plantation a Charleston, in Carolina del Sud.

Introdotto nel continente americano da George Berkeley negli anni '20 del Settecento, l'architettura palladiana divenne popolare nella società americana sia nelle costruzioni private che in quelle pubbliche e molte sono ancora oggi visibili come la residenza di Monticello. Andrea Palladio aveva sviluppato lo stile che da lui prende il nome nel XVI secolo in Italia, pubblicando nel 1570 I Quattro Libri dell'Architettura, un trattato di architettura in quattro volumi che illustrava con disegni propri i fondamenti del suo nuovo stile.
Importante in questo stile era l'uso di porticati e colonne, in molti casi poste in funzione dominante sulla facciata. Comune era anche l'uso del mattone rosso e delle cupole, in particolare nelle costruzioni residenziali.
Monticello, residenza del presidente statunitense Thomas Jefferson, venne costruita in uno stile unico definito "jeffersoniano" che venne poi emulato nella costruzione di molti colleges come nel caso de The Rotunda dell'Università della Virginia, come del resto in chiese, tribunali, sale da concerto e scuole militari.